# Айяс Мехмед-паша
Айяс Мехмед-паша (тур. Ayas Mehmed Paşa, 1483 — 13 липня 1539) — державний і військовий діяч, великий візир Османської імперії (14 березня 1536 — 13 липня 1539).

## Біографія
За походженням — албанець, народився в місті Влера. Його батько був родом з міста Шкодер (Північна Албанія), а мати походила з Влери (південь Албанії). Прийняв іслам під ім'ям Мехмед.
У 1514 році Айяс Мехмед-паша брав участь у Чалдиранській битві, де османська армія під проводом султана Селіма Явуза розгромила іранське військо під командуванням сефевідського шаха Ісмаїла I. У 1515 році взяв участь у придушенні бунту правителя держави Дулкадиридт. У 1516—1517 роках Айяс Мехмед-паша брав участь у військових кампаніях Селіма Явуза в Сирії і Єгипті.
У 1517 році був призначений командиром яничарського корпусу. У 1519 році Айяс-паша став губернатором Кастамону. У 1520 році султан Сулейман призначив Айяса-пашу бейлербеєм Анатолії. У березні 1521 року після участі в придушенні сирійського повстання Газалі став бейлербеєм Дамаска. Пізніше був переведений на посаду бейлербея Румелії, а в 1523 року став візиром Дивана.
У 1525 році султан Сулейман Пишний призначив Айяс Мехмеда-пашу куббе-візиром. Айяс Мехмед-паша дотримувався боку Хасекі Хюррем Султан, дружини Сулеймана Кануні.
У березні 1536 року, після страти великого візира Ібрагіма-паші, Айяс Мехмед-паша був призначений новим великим візиром Османської імперії.
13 травня 1536 року султан Сулейман Кануні видав свою сестру Бейхан Султан за Айяса-пашу. Бейхан Султан народила від паші двох дочок: Рафийе Султан і Гевхерхан Султан. Під час перебування на посаді великого візира Айяс Мехмед-паша не дуже цікавився справами дивана, він волів розваги у власному маєтку, яке сьогодні знаходиться на площі Таксим в Стамбулі.
Айяс Мехмед-паша брав участь у п'яти військових кампаніях османської армії під проводом султана Сулеймана Кануні (Буда, Відень, Тебріз, Багдад і Рим). У 1539 році в Османській імперії поширилася чума, від якої Айяс Мехмед-паша вмер. Наступним великим візиром був призначений Челебі Лютфі-паша.

## Кіновтілення
У турецькому серіалі «Величне століття» роль Айяс Мехмеда-паші виконав Фехмі Караарслан.